# Exposição Nacional Comemorativa do 1.º Centenário da Abertura dos Portos do Brasil

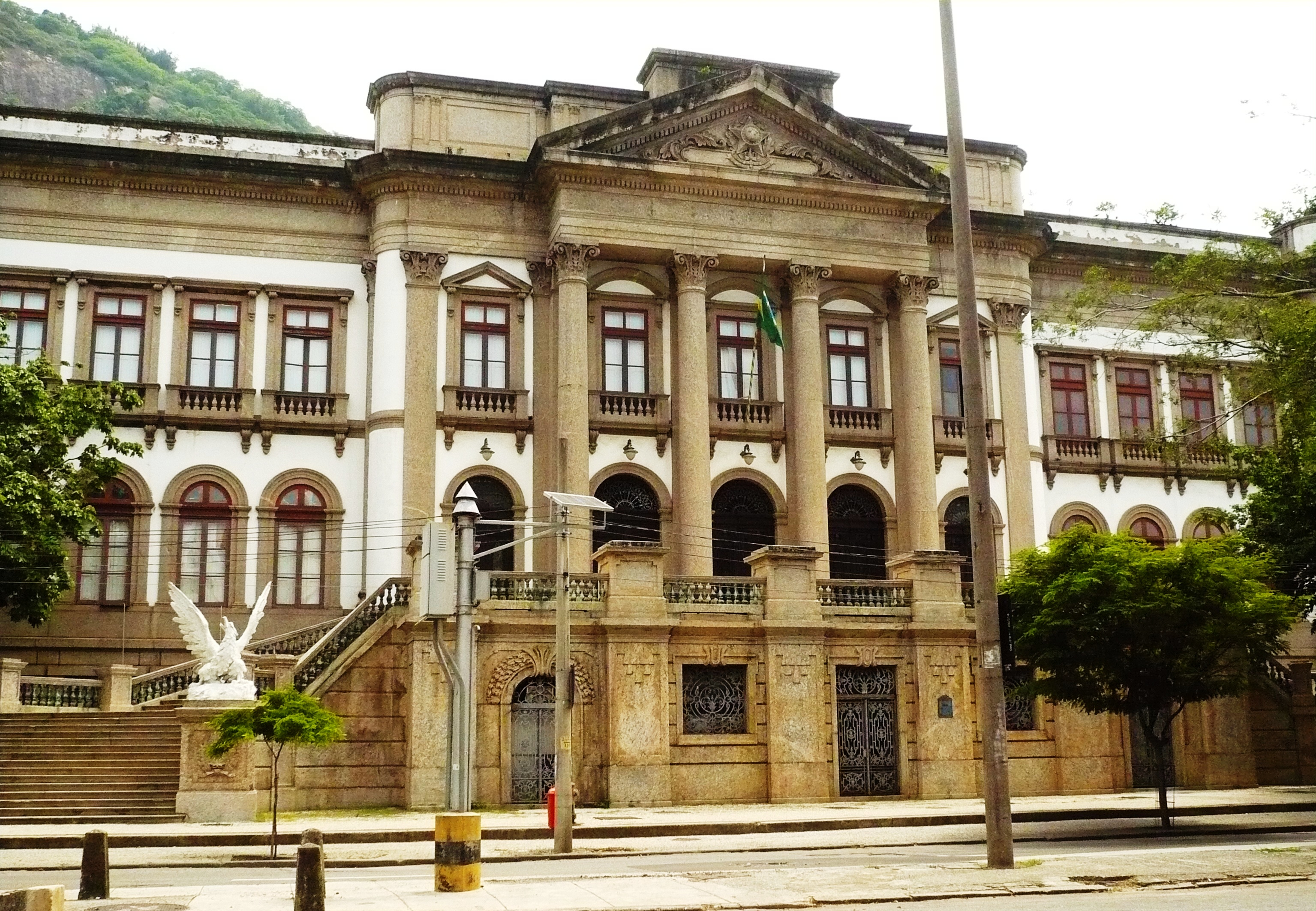
Pavilhão dos Estados, atual Museu de Ciências da Terra.

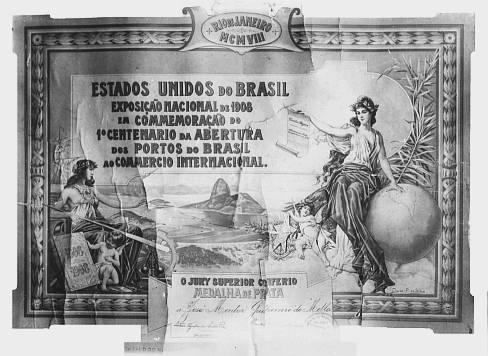
Diploma da Exposição Nacional de 1908 conferido ao exportador maranhense José Mentor Guilherme de Mello

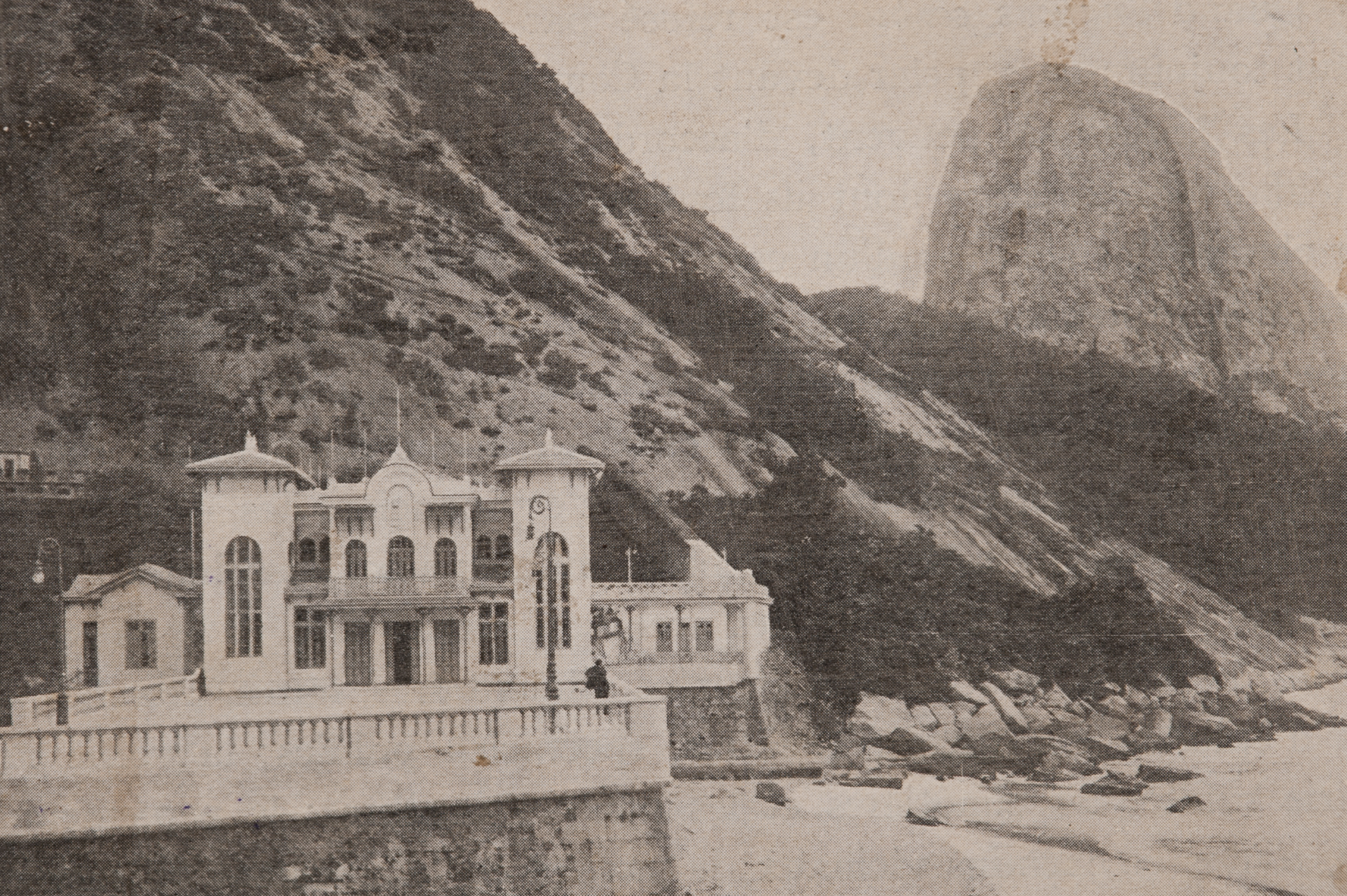
Um dos pavilhões da Exposição utilizado com restaurante.

A Exposição Nacional Comemorativa do 1º Centenário da Abertura dos Portos do Brasil ocorreu em 1908, na localidade do palácio da antiga Escola Militar da Praia Vermelha, no bairro da Urca, na cidade e estado do Rio de Janeiro, no Brasil. Suas construções eram em sua maioria de arquitetura efêmera.

## História

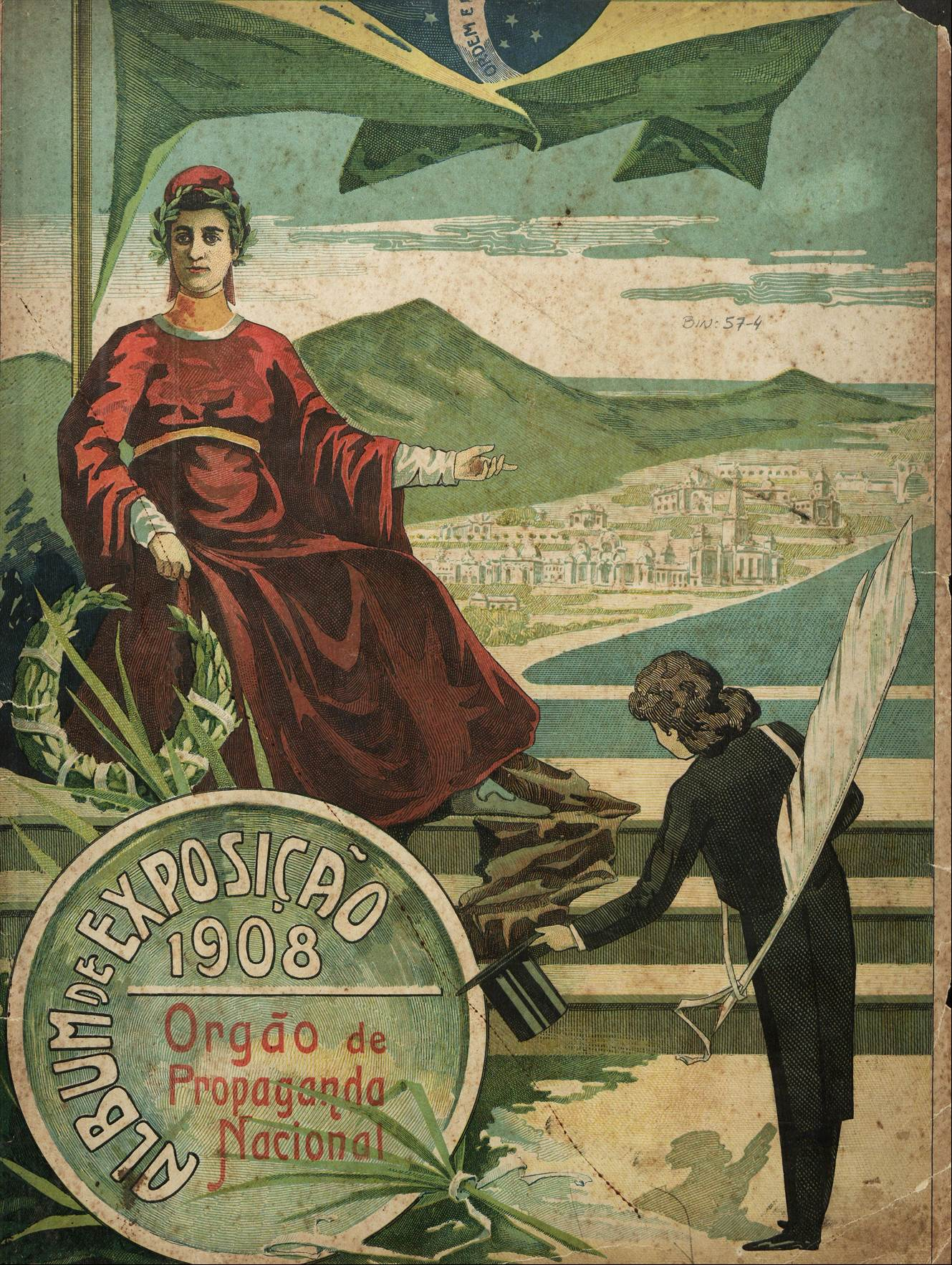
Capa do álbum da exposição.

Promovida pelo Governo Federal, destinava-se declaradamente a comemorar o centenário do Decreto de Abertura dos Portos às Nações Amigas e fazer um inventário da economia do país à época. O seu principal objetivo, entretanto, era o de apresentar a nova capital da República - urbanizada pelo então Prefeito Francisco Pereira Passos e saneada pelo cientista Oswaldo Cruz - às diversas autoridades nacionais e estrangeiras que a visitaram.
Teve lugar entre 11 de Agosto e 15 de novembro de 1908, constituindo-se numa ampla exibição de produtos naturais e manufaturados, oriundos dos principais estados brasileiros. Durante a exposição, o palácio da antiga escola militar foi denominado “Palácio das Indústrias”. Houve ainda um pavilhão de Portugal. 

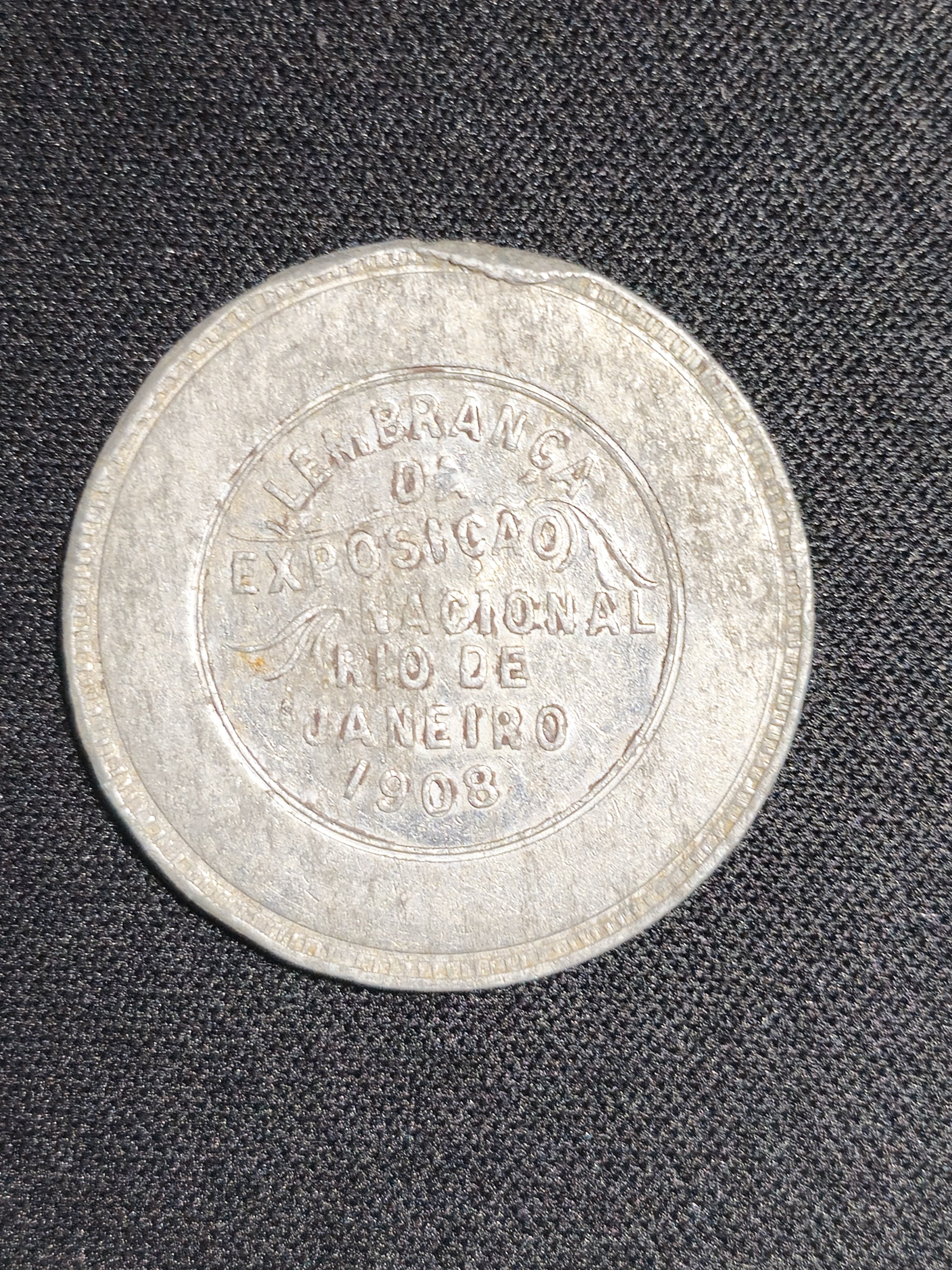
Medalha de lembrança da Exposição.

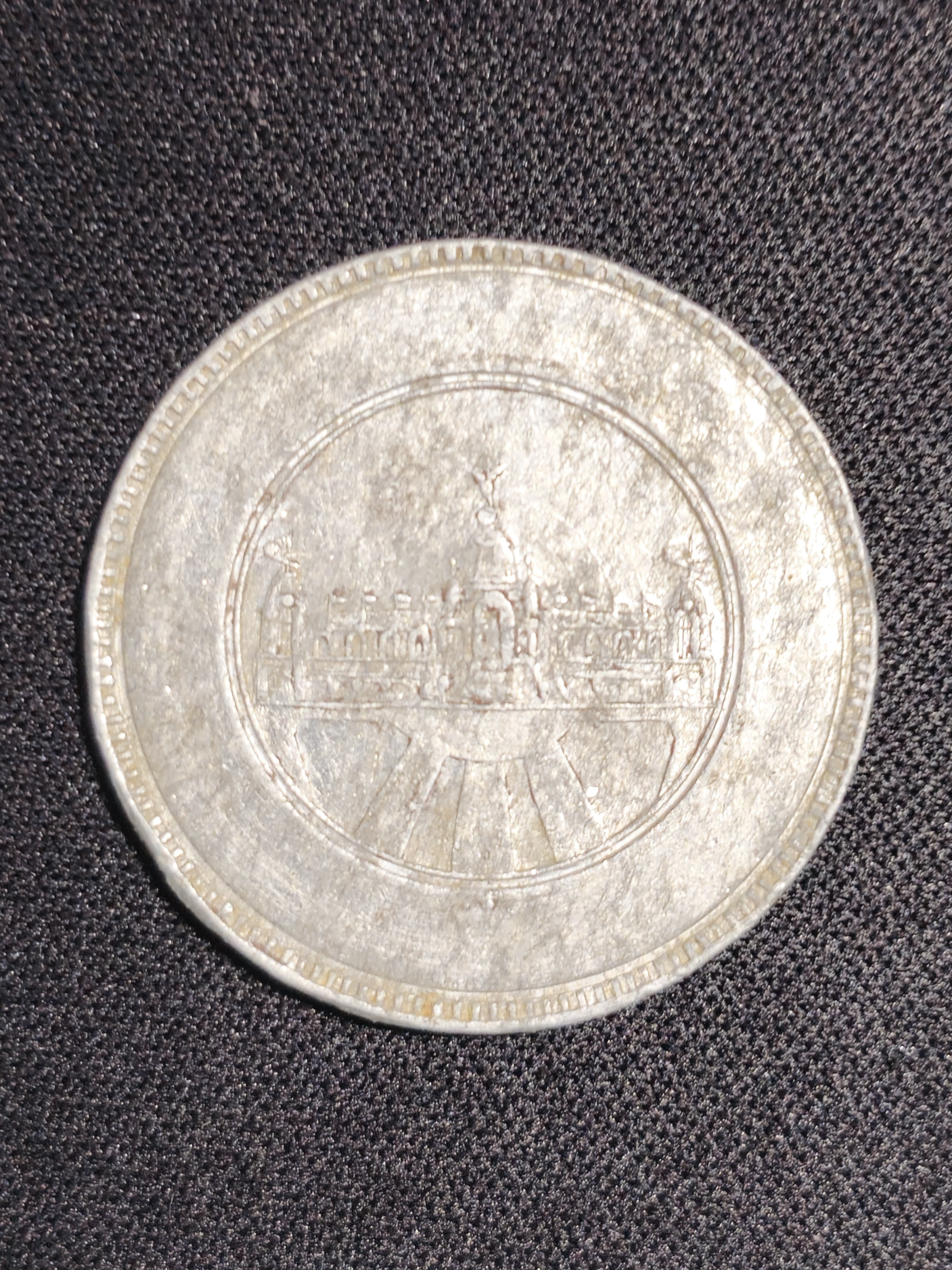
Imagem do "palácio das indústrias" cunhada no verso da medalha.